# Ohmi Kangri
Der Ohmi Kangri ist ein Berg im Himalaya an der Grenze zwischen Nepal und der Volksrepublik China. 
Der Ohmi Kangri befindet sich im Janak Himal. Der Berg liegt auf dem Himalaya-Hauptkamm. Der Jongsang Ri (7462 m) liegt 16,9 km weiter östlich.
Der höchste Punkt des Ohmi Kangri bildet der 6839 m (nach anderen Quellen 7048 m oder 6964 m) hohe Nordwestgipfel. Der Mittelgipfel (⊙) besitzt eine Höhe von 6721 m.
Östlich des Ohmi Kangri erhebt sich der 6792 m hohe Chabuk. Die West- und Südflanken sind vergletschert und werden über den Tamor entwässert. An der Nordflanke erstreckt sich der Chabukgletscher.

## Besteigungsgeschichte
Am 1. Mai 1982 erreichte eine japanische Expedition den Mittelgipfel in der Annahme, dies sei der höchste Punkt des Ohmi Kangri. Aufgrund der widrigen Verhältnisse auf den Gletschern östlich und westlich des Südwestgrats des Ohmi Kangri, entschied sich die Bergsteigergruppe für eine Route über die Südwestflanke.
Im April 1985 bestieg eine schweizerisch-nepalesische Expedition den Ohmi Kangri. Sie wählte ebenfalls den Aufstieg über die Südwestflanke. André Rieder und Alain Vaucher erreichten den Nordwestgipfel am 14. April 1985. Am 18. April folgten Terenzio Rossetti, Nicholas Wyrsch, Daniel Chevallier und Michel Alplanalp. Am 20. April erklommen noch die Nepalesen Ang Nima und Dawa Nuru sowie die Schweizer Hans Dielhelm, François Veillème und Ruedi Meier den Gipfel.
1989 gelang einer amerikanisch-nepalesischen Expedition eine weitere Besteigung des Ohmi Kangri. Die Aufstiegsroute führte über die Westwand und den Südwestgrat. Am 9. Mai erreichten Dawa Nuru Sherpa, Jan Harris und Mingma Gyalzen Sherpa den Gipfel. Dawa Nuru Sherpa erreichte somit zum zweiten Mal den Gipfel des Ohmi Kangri.